# Kenichi Uemura
Kenichi Uemura (Kumamoto, 22. travnja 1974.) japanski je nogometaš.

## Klupska karijera
Igrao je za Sanfrecce Hiroshima, Cerezo Osaka, Tokyo Verdy, YSCC Yokohama i Roasso Kumamoto.

## Reprezentativna karijera
Za japansku reprezentaciju igrao je 2001. godine. Odigrao je 4 utakmice.
S japanskom reprezentacijom Kenichi Uemura je igrao na Kupa konfederacija 2001.

## Statistika
| Japan  | Japan | Japan |
| Godina | Nast. | Gol.  |
| ------ | ----- | ----- |
| 2001.  | 4     | 0     |
| Ukupno | 4     | 0     |

## Vanjske poveznice
- National Football Teams
- Japan National Football Team Database